# Гексли (лунный кратер)
Кратер Гексли (лат. Huxley), не путать с кратером Гексли на Марсе, — маленький ударный кратер на юго-восточной окраине Моря Дождей на видимой стороне Луны. Название присвоено в честь английского зоолога Томаса Генри Хаксли (1825—1895) и утверждено Международным астрономическим союзом в 1973 г. 

## Описание кратера
Ближайшими соседями кратера являются кратер Уоллес на западе, кратер Макмиллан на северо-западе, кратер Конон на востоке-северо-востоке; кратер Марко Поло на юго-востоке, а также кратер Эратосфен на юго-западе. На севере от кратера находятся горы Архимед; на северо-востоке Болото Гниения; на юго-востоке горы Апеннины (в которых с кратером соседствуют пик Гюйгенса на востоке и пик Ампера на юго-востоке), а за ними Море Паров; на юге-юго-западе Залив Зноя Моря Островов. Селенографические координаты центра кратера 20°12′ с. ш. 4°32′ з. д. / 20,2° с. ш. 4,54° з. д., диаметр 3,5 км, глубина 0,77 км.
Кратер имеет чашеобразную форму и практически не разрушен. Внутренний склон вала характерен высоким альбедо, что говорит о небольшом возрасте кратера. Средняя высота вала кратера над окружающей местностью 150 м, объем кратера составляет приблизительно 3 км³. По морфологическим признакам кратер относится к типу ALC (по наименованию типичного представителя этого типа — кратера Аль-Баттани C).
До получения собственного наименования в 1973 г. кратер имел обозначение Уоллес B (в системе обозначений так называемых сателлитных кратеров, расположенных в окрестностях кратера, имеющего собственное наименование).

## Сателлитные кратеры
Отсутствуют.